# الطيور في نيوزيلندا

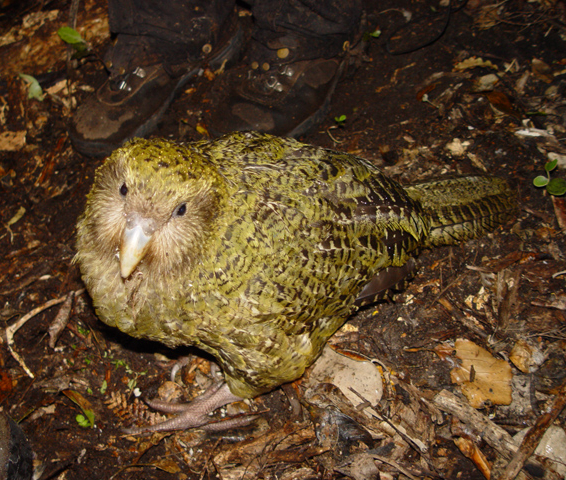
يَزنُ السَّدَّافُ عادةً 3 كجم ورُبَما يكون أحد أطول الطيور عُمرًا في العالم.

تَطوَّرت طُيُور نِيوزِيلَندَا لِتُصبِحَ طُيورًا تضُمُّ العَديد من الأنواع المُتوطِّنَة الموجودة في أي بلد آخر. مِثلَ جزيرةَ أرخبيلٍ، تَراكمَ تَنَوُّعُ الطُّيُور في نيوزيلندا، وعندما وصل القُبطان جيمس كوك في سبعينيات القرن الثامن عشر، لاحظ أنَّ صوت الطيور كان يَصُمُّ الآذَانَ.
يَضُمُّ المَزِيجُ أنواعًا ذاتَ بِيُولُوجِيَا غير عادية مثلَ السَّدَّافِ؛ وهو الببغاءُ اللَّيلِيَّ الوَحيدُ الذي لا يَطير في العالم والذي يعرِضُ مُنَاسَفَةَ التَّزَاوج عبر الليك.
هناك أيضًا العديد من الأنواع المُمَاثِلَة في المَناطق المُجاورة. كانت هناك عملية استعمار وانتواع وانقراض على مدى ملايين السنين، بما فيها الأوقات الأخيرة. وصلت بعض الأنواع في التاريخ البشري المسجل بينما وصل البعض الآخر من قبل ولكن لم يتغير كثيرًا.

## التَّاريخ

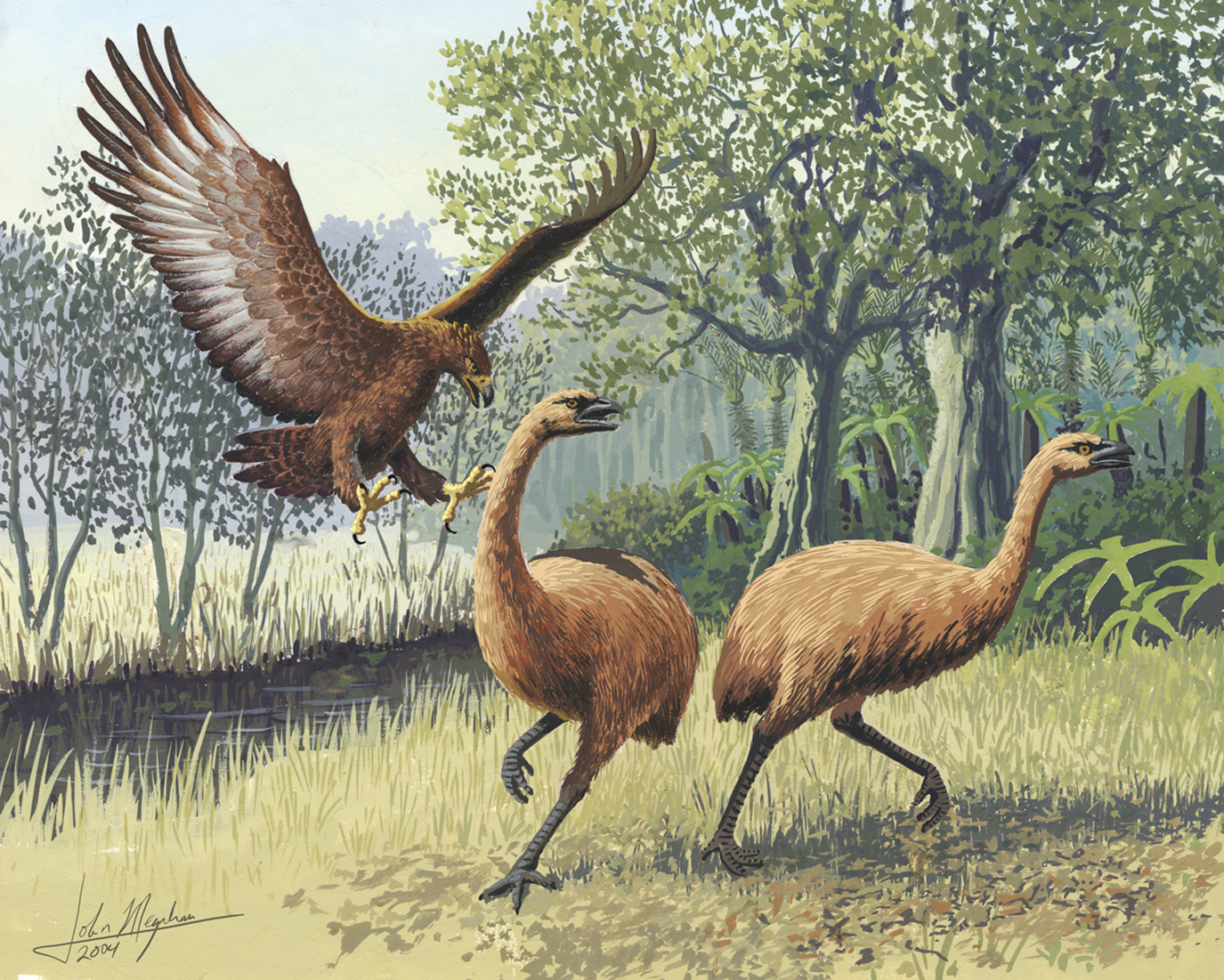
عقاب هاآست يصطاد موا.

عندما وصل البشر إلى نيوزيلندا قبل نحو 700 عام، تغيَّرت البيئة بِسُرعة. اُصطِيدَتِ العديدُ من الأنواع حتى الانقراض، وأبرزها موا وعقاب هاآست. كان معظم الضرر ناتجًا عن تدمير الموال والحيوانات الأخرى التي جلبها البشر معهم، وخاصَّةً الجرذ البولينيزي الذي أدخله الماوري، والجرذ البني والجرذ الأسود الذي أدخله الأوروبيون. كما أن الفئران، الكلاب، القطط، القاقم، ابن عرس، الخنازير، الماعز، الغزلان، القنافذ والبوسوم الأسترالي تضغط أيضًا على أنواع الطيور المحلية. كانت الطيور التي لا تطير حساسة بِصُورَة خاصَّة.

## قِرَاءَةٌ مُتَعَمِّقَةٌ
- Heather، Barrie؛ Robertson، Hugh (2015). The Field Guide to the Birds of New Zealand (ط. rev. & updated 4th). New Zealand: Penguin. ISBN:0143570927.
- Checklist Committee Ornithological Society of New Zealand (2010). "Available online as a PDF" (PDF). Checklist of the birds of New Zealand, Norfolk and Macquarie Islands, and the Ross Dependency, Antarctica (ط. 4th). New Zealand: Te Papa Press. ISBN:978-1-877385-59-9. مؤرشف من الأصل (PDF) في 2013-06-16. اطلع عليه بتاريخ 2023-03-16.
- Morris، Rod؛ Smith، Hal (1998). Saving New Zealand's Endangered Birds. ISBN:1-86941-249-4.
- Tennyson، Alan؛ Martinson، Paul (2006). Extinct Birds of New Zealand. Wellington, NZ: Te Papa Press. ISBN:0-909010-21-8.
- Ericson, P.؛ Christidis, L.؛ Cooper, A.؛ Irestedt, M.؛ Jackson, J.؛ Johansson, U.S.؛ Norman, J.A. (2002). "A Gondwanan origin of passerine birds supported by DNA sequences of the endemic New Zealand wrens". Proc Biol Sci. ج. 269 ع. 1488: 235–241.